# Dan Chang (huyện)
Dan Chang (tiếng Thái: ด่านช้าง) là huyện (amphoe) cực tây bắc của tỉnh Suphanburi, miền trung Thái Lan.

## Lịch sử
Dan Chang được lập làm một tiểu huyện (king amphoe) ngày 30 tháng 8 năm 1974 thông qua việc tách ba tambon Dan Chang, Ong Phra và Huai Khamin từ Doem Bang Nang Buat. Năm sau, phó huyện Nong Makha Mong được chuyển từ Doem Bang Nang Buat sang tiểu huyện này. Tiểu huyện đã được chính thức nâng thành huyện ngày 13 tháng 7 năm 1981.

## Địa lý
Các huyện giáp ranh (từ phía bắc theo chiều kim đồng hồ) là: Ban Rai của tỉnh Uthai Thani, Noen Kham của tỉnh Chainat, Doem Bang Nang Buat và Nong Ya Sai của tỉnh Suphanburi, và Lao Khwan, Nong Prue và Si Sawat của tỉnh Kanchanaburi.
Vườn quốc gia Phu Toei nằm ở Dan Chang. Nguồn nước chính là sông Kra Siao.

## Hành chính
Huyện này được chia thành 7 phó huyện (tambon), các đơn vị này lại được chia ra thành 93 làng (muban). Đô thị phó huyện (thesaban tambon) Dan Chang nằm trên một phần của tambon Dan Chang and Nong Makha Mong. Có 7 Tổ chức hành chính tambon.
| STT. | Tên             | Thai        | Số làng | Dân số |
| ---- | --------------- | ----------- | ------- | ------ |
| 1.   | Nong Makha Mong | หนองมะค่าโมง | 21      | 17.289 |
| 2.   | Dan Chang       | ด่านช้าง      | 21      | 15.190 |
| 3.   | Huai Khamin     | ห้วยขมิ้น      | 16      | 9.096  |
| 4.   | Ong Phra        | องค์พระ      | 9       | 6.638  |
| 5.   | Wang Khan       | วังคัน        | 11      | 6.290  |
| 6.   | Nikhom Krasiao  | นิคมกระเสียว  | 6       | 5.265  |
| 7.   | Wang Yao        | วังยาว       | 9       | 4.648  |